# 倒房
倒房是漢字文化圈的一種祖先崇拜觀念，家族若有男性長輩未傳宗接代便去世，該事件被稱為倒房。俗信以為無人奉祀便會對後輩族人產生不良影響，為避免災厄，作為侄子輩者便肩負有為奉祀該長輩的責任。
其中，男性長輩幼年夭折亦算為倒房。所謂未傳宗接代，包含未有子嗣或未生男只生女二種狀況，但只生女並成年後夫入贅約定其子嗣為從女方姓者，不視為倒房。為產生多姓祖先之源頭。
而未婚而逝女性在台灣即俗稱未嫁姑婆。除特殊情況外，例如對本生宗族有功，否則不會歸入祠堂或祖先牌位接受子孫奉祀，所以不視為倒房，只能另擇寺廟（姑娘廟）供奉，或舉行冥婚，使其有所歸屬  。台灣傳說未嫁姑婆會尋找已嫁之陽世姊妹並干擾其夫妻生活，故常藉由陽世姊妹之夫舉行冥婚為解決之道。